# ウォレント
ウォレント (Warrant) は、アメリカ合衆国出身のグラム・メタル・バンド。
1980年代に隆盛したLAメタル・ムーブメントの末期にメジャーデビュー。当初から数百万枚以上のセールスを記録するなど早々に開花し、人気を博した。その後、紆余曲折を経ながらも、古き良きアメリカンロックを続けている。

## 歴史

### デビュー
1984年にギタリストのエリック・ターナーを中心に結成された。結成後程なくして、ベーシストのジェリー・ディクソンがバンドに参加し、Plain Janeで活動していたシンガーのジェイニー・レイン（英語: Jani Lane）の引き抜きを経てデビュー時のラインナップが完成する。
バンドはロサンゼルスで活動を続け、各方面との交渉で最終的に「コロムビア・レコード」と契約。1989年にデビュー・アルバム『マネー・ゲーム』を発表する。その後、バンドはポール・スタンレーや「クイーンズライク」「ポイズン」「キングダム・カム」などとツアーを行った。やがてこのアルバムからのバラード「ヘヴン」が全米2位の大ヒットとなり、アルバムも200万枚を売り上げる大成功を収めた。

### アルバム『いけないチェリーパイ』
一躍人気バンドとなった彼らは、続く1990年にセカンド・アルバム『いけないチェリーパイ』を発表。200万枚を売り上げ、全米7位に送りこんだ。またバンドは再びポイズンとのツアーを行う。

### グランジ・ブームによる失速
やがてグランジが台頭すると、1980年代に活躍した他の多くのLAメタル・バンド同様に、彼らも旧世代のバンドというレッテルを貼られ、人気が低迷してしまう。彼ら自身の音楽性も、1992年のサード・アルバム『ドッグ・イート・ドッグ』(全米で50万枚の売り上げ)以降はグランジに接近したものへと変化していったが、時代の逆風に打ち勝つことはできず、かつてのような成功を収めることはできなかった。

### ジェイニー・レインの離脱
2004年、ジェイニー・レインが脱退すると、デビュー当時のメンバーで、長らくバンドを離れていたスティーヴン・スウィートとジョーイ・アレンがバンドに出戻り、シンガーを除いたデビュー当時のラインナップが再び集結した。バンドは元「ブラック・アンド・ブルー」のジェイミー・セント・ジェイムズをシンガーに迎え、2006年にディクソン、ターナー、ジェイムズの3人を中心に製作され、LAメタル然としたデビュー当時の音楽性を復活させたアルバム『ボーン・アゲイン』を発表した。
2008年、ジェイニー・レインが再びバンドに復帰し、十数年ぶりとなるオリジナル・ラインナップでの活動を再開したものの、ライブでのパフォーマンスの悪さを理由にバンドはジェイニーを早々に解雇。代わりに元「リンチ・モブ」のロバート・メイソンが加入した。
そのジェイニー・レインは2011年8月、ホテルで遺体となって発見された。
2017年、6年ぶりのアルバム『ラウダー・ハーダー・ファスター』をリリース。

## メンバー

### 現ラインナップ
- ロバート・メイソン (Robert Mason) – ボーカル (2008年– )
- エリック・ターナー (Erik Turner) – ギター (1984年– )
- ジョーイ・アレン (Joey Allen) – ギター (1987年–1994年、2004年– )
- ジェリー・ディクソン (Jerry Dixon) – ベース (1984年– )
- スティーヴン・スウィート (Steven Sweet) – ドラムス (1986年–1994年、2004年– )

### 旧メンバー
- アダム・ショア (Adam Shore) – ボーカル、ギター (1984年–1986年)
- マックス・アッシャー (Max Asher) – ドラムス (1984年–1986年)
- ジョシュ・ルイス (Josh Lewis) – ギター (1984年–1987年)
- クリス・ヴィンセント (Chris Vincent) – ベース (1984年)
- ジェイニー・レイン (Jani Lane) – ボーカル (1986年–1993年、1994年–2004年、2008年)
- デイヴ・ホワイト (David "Dave" White) – キーボード (1992年–1995年)
- リック・ステイア (Rick Steier) – ギター (1994年–2000年) ※元キングダム・カム)
- ジェイムス・コタック (James Kottak) – ドラムス (1994年–1996年) ※元キングダム・カム、元スコーピオンズ
- ボビー・ボルグ (Bobby Borg) – ドラムス (1996年–1997年)
- ヴィッキー・フォックス (Vik "Vikki" Foxx) – ドラムス (1997年–1998年)
- ダニー・ワグナー (Danny Wagner) – ドラムス (1998年–2000年)
- マイク・ファザーノ (Mike Fasano) – ドラムス (2000年–2003年、2004年)
- ケリ・ケリー (Keri Kelli) – ギター (2000年)
- ビリー・モリス (Billy Morris) – ギター (2000年–2004年)
- マイク・モリス (Mike Morris) – キーボード (2000年–2004年)
- ケバン・フェアズ (Kevan Phares (Pharis)) – ドラムス (2003年–2004年)
- ジェイミー・セント・ジェイムズ (Jaime St. James) – ボーカル (2004年–2008年) ※元ブラック・アンド・ブルー
- ブレント・ウッズ (Brent Woods) – ギター (2004年)

## ディスコグラフィ

### スタジオ・アルバム
※それぞれのチャート最高位はビルボードを参照。
- 『マネー・ゲーム』 - Dirty Rotten Filthy Stinking Rich (1989年) ※全米10位
- 『いけないチェリー・パイ』 - Cherry Pie (1990年) ※全米7位
- 『ドッグ・イート・ドッグ』 - Dog Eat Dog (1992年) ※全米25位
- 『ウルトラフォービック』 - Ultraphobic (1995年)
- 『ベリー・トゥ・ベリーVOL.1』 - Belly To Belly Volume One (1996年)
- Under the Influence (2001年)
- 『ボーン・アゲイン』 - Born Again (2006年)
- 『ロッカホリック』 - Rockaholic (2011年)
- 『ラウダー・ハーダー・ファスター』 - Louder Harder Faster (2017年)

### ライブ・アルバム
- Warrant Live 86–97 (1997年)

### コンピレーション・アルバム
- 『ザ・ベスト・オブ・ウォレント』 - The Best of Warrant (1996年)
- Rocking Tall (1996年)
- Greatest & Latest (1999年)
- Then and Now (2004年)

### シングル
- "Down Boys" (1989年) ※全米27位
- 「ヘヴン」 - "Heaven" (1989年) ※全米2位
- 「ビッグ・トーク」 - "Big Talk" (1989年) ※全米93位
- 「サムタイムズ・シー・クライズ」 - "Sometimes She Cries" (1990年) ※全米20位
- 「いけないチェリー・パイ」 - "Cherry Pie" (1990年) ※全米10位
- 「アイ・ソー・レッド」 - "I Saw Red" (1991年) ※全米10位
- 「アンクル・トムズ・キャビン」 - "Uncle Tom's Cabin" (1991年) ※全米78位
- "Blind Faith" (1991年) ※全米88位
- 「ウィ・ウィル・ロック・ユー」 - "We Will Rock You" (1992年) ※全米83位
- 「マシンガン」 - "Machine Gun" (1992年)
- "The Bitter Pill" (1992年)
- "The Hole In My Wall" (1993年)
- "Inside Out" (1993年)
- "Family Picnic" (1995年)
- "Stronger Now" (1995年)
- "Followed" (1995年)
- "I Saw Red (Acoustic)" (1996年)
- "AYM" (1996年)
- "Feels Good" (1996年)
- "Indian Giver" (1997年)
- "Southern Comfort" (1999年)
- "Heaven '99" (1999年)
- "Cherry Pie '99" (1999年)
- "Face" (2001年)
- "Bourbon County Line" (2006年)
- "Dirty Jack" (2006年)
- "Life's a Song" (2011年)
- "Home" (2011年)
- "I Think I'll Just Stay Here and Drink" (2017年)
- "Only Broken Heart" (2017年)
- "Devil Dancer" (2017年)
- "Perfect" (2017年)
- "Louder Harder Faster" (2017年)

## 来日公演
1990年9月4日に、東京の汐留にかつて存在したライブハウス「パックスシアター・サイカ」にてライブを行ったものの、オールスタンディング席だった会場の観客が将棋倒しになる事故が発生。ライブは中断された。
その後、1991年に「Cherry Pie Tour」として、また1994年にも来日している。1994年のライブでは、ドラムのジェイムズ・コタックがライブ途中で足を負傷し、ジェイニーがドラムを叩きジェイムズがザ・クラッシュの「Should I Stay or Should I Go?」を歌うという一幕もあった。